# Aroga flavicomella
Aroga flavicomella — вид лускокрилих комах з родини виїмчастокрилі молі (Gelechiidae).

## Поширення
Трапляється в більшій частині Європи, за винятком Ірландії, Великої Британії, Бенілюксу, Данії, Фенноскандії, Балтійського регіону, Португалії та західної та південної частини Балканського півострова. Він також був зареєстрований у Туреччині, на Близькому Сході, в Монголії, Кореї та Центральній Азії, включаючи Киргизстан.

## Опис
Розмах крил 15-17 мм.

## Спосіб життя
Личинки харчуються на терні (Prunus spinosa), сливі (Prunus domestica) та вишні (Prunus cerasus). Живляться зсередини зв'язаного разом листя. Личинки можна знайти з осені до квітня.